# Fernand Massart
Pour les articles homonymes, voir Massart.
Fernand Massart, Daniel Louis, (né le 2 octobre 1918 à Maizeret - mort à Beez le 13 mai 1997) est un homme politique belge. Il participe à L'action wallonne avec l'abbé Jacques Mahieu, résistant au sein de Wallonie libre clandestine, ce qui lui vaut d'être dénoncé et arrêté en décembre 1941. Il sera incarcéré à Barcelone, Saragosse et à Miranda.
Il rompit avec le PSB en 1964, révolté de ce qu'il n'accordait aucune attention au Pétitionnement wallon. Il rallia les petits partis de la gauche wallonne en 1965, mais perdit son siège de député qu'il recouvra en 1968 avec la victoire électorale du Rassemblement wallon en 1968.
Après deux tentatives non abouties (dont une pour proposer une date comme jour de fête pour la Wallonie), Fernand Massart et consorts proposeront au conseil culturel de la communauté culturelle française de Belgique (proposition contestée par certains) une date comme jour de fête pour la communauté culturelle française de Belgique, date qui sera acceptée le 24 juin 1975 et fêtée pour la première fois le 27 septembre 1975.

## Décorations
- Officier du Mérite wallon (O.M.W.) à titre posthume en 2012.